# Jarryd Hayne
Jarryd Hayne Lee (Sydney, 15 febbraio 1988) è un giocatore di football americano australiano che milita nel ruolo di running back per i San Francisco 49ers nella National Football League (NFL). In precedenza è stato un giocatore professionista di rugby.

## Carriera nel rugby
Hayne debuttò come professionista nel rugby il 19 maggio 2009 all'età di 18 anni con i Parramatta Eels della National Rugby League (NRL). Nel corso della sua carriera fu premiato come All Star e inserito nella formazione ideale della lega e a livello internazionale (Australia e Figi). Fu insignito inoltre della Dally M Medal nel 2009 e nel 2014 come giocatore della NRL dell'anno. Nel 2009 Hayne è stato nominato il miglior giocatore della lega di rugby nel mondo vincendo il Rugby League International Federation International Player of the Year.

## Carriera nel football americano

### San Francisco 49ers
Il 3 marzo 2015, i San Francisco 49ers annunciarono di avere fatto firmare ad Hayne un contratto triennale del valore di 1,5 milioni di dollari. Il 5 settembre fu annunciato che sarebbe entrato nei 53 uomini per l'inizio della stagione regolare, completando la transizione verso il nuovo sport. Nella prima gara nella NFL, contro i Minnesota Vikings, Hayne corse 4 volte per 13 yard e perse un fumble dopo essersi lasciato sfuggire il pallone sul ritorno di un punt. Dopo sole 25 yard corse in 6 partite, il 31 ottobre 2015 fu svincolato. Il 2 novembre firmò nuovamente con i 49ers per fare parte della squadra di allenamento.

### Statistiche
| Partite totali      | 6  |
| Partite da titolare | 0  |
| Yard corse          | 25 |
| Touchdown su corsa  | 0  |